# Walter Mosley
Walter Ellis Mosley (Los Angeles, 12 gennaio 1952) è uno scrittore statunitense, noto soprattutto per i suoi romanzi gialli.
Ha scritto una serie di gialli storici di grande successo con protagonista il duro detective Easy Rawlins, un investigatore privato afroamericano e veterano della seconda guerra mondiale che vive a Watts, nei dintorni di Los Angeles.

## Biografia

### Vita privata
È nato in California, figlio di Ella Slatkin, un'impiegata, e di Leroy Mosley, un bibliotecario scolastico. Il padre era afroamericano e la madre era ebrea. I suoi genitori si trasferirono da South Central a West quando lui aveva 12 anni. Frequentò il Johnson State College e conseguì una laurea in scienze politiche. Nel 1981 e conobbe la ballerina e coreografa Joy Kellman, che sposò nel 1987. Si separarono 10 anni dopo e divorziarono nel 2001. Attualmente vive a New York.

### La carriera
Mosley ha scritto più di 20 libri di vario genere tra cui narrativa, fantascienza afrofuturista e saggi politici. i suoi lavori sono stati tradotti in 21 lingue. La celebrità di Mosley è notevolmente cresciuta nel 1992 quando l'allora candidato presidente Bill Clinton, appassionato di letteratura gialla, lo citò tra i suoi autori preferiti. Due dei suoi romanzi hanno avuto una versione cinematografica o un adattamento televisivo: dal primo che ha pubblicato, Il diavolo in blu è stato tratto l'omonimo film con Denzel Washington girato nel 1995.
Mosley ha vinto numerosi premi letterari tra cui l'Anisfield-Wolf Book Award, attribuito alle opere che contribuiscono ad aumentare i reciproci apprezzamento e comprensione tra le etnie negli Stati Uniti. È stato finalista del premio NAACP per la narrativa e nel 1996 ha vinto il Black Caucus dell'American Library Association's Literary Award per RL's Dream. Sempre nel 1996 il suo racconto The thief è stato tra quelli selezionati dal premio O. Henry. Nel 2004 l'associazione The Wolfe Pack gli assegna il Premio Nero Wolfe per il romanzo Fear Itself. Nel 2005 il Sundance Institute gli ha attribuito il "Risktaker Award" sia per la sua creatività che per il suo attivismo politico e sociale. Nel 2006 è stato il primo vincitore del premio Parallax della Carl Brandon Society per il suo romanzo per adolescenti 47.
Mosley ha ricevuto una laurea honoris causa dal City College of New York, fa parte del consiglio di amministrazione del Goddard College, ed è stato membro di quello del National Book Award.
Nel 2023 è stato insignito del Cartier Diamond Dagger.

## Opere

### Narrativa
- 1995: RL's Dream, - La musica del diavolo, trad. F. Carola, Milano, Marcos y Marcos 1997
- 2004: The Man in My Basement, - Il dono del diavolo. trad. G. Costigliola, Milano Fanucci 2005.
- 2005: Walking the Line racconto della serie Transgressions.
- 2006: Fortunate Son
- 2008: The Tempest Tales
- 2010: Last Days of Ptolemy Grey, - Gli ultimi giorni di Tolomeo Grey, 21 Lettere, 2022
- 2012: Parishioner
- 2014: Debbie Doesn't Do It Anymore
- 2015: Inside a Silver Box
- 2018: John Woman
- 2018: Down the River unto the Sea

### Romanzi con Socrates Fortlow
1. 1997: Always Outnumbered, Always Outgunned
2. 1999: Walkin' the Dog
3. 2008: The Right Mistake

### Gialli con Easy Rawlins
1. 1990: Devil in a Blue Dress, - Il diavolo in blu, trad. Bruno Amato, Milano, Sonzogno, 1991; 21 Lettere, 2021.
2. 1991: A Red Death, - Delitto in rosso trad. Bruno Amato, Milano Sonzogno, 1992.
3. 1992: White Butterfly, - La farfalla bianca, trad. Mario Biondi, Milano, Bompiani, 1997; 21 Lettere, 2022.
4. 1994: Black Betty, - Betty la nera, trad. Anna Maria Cossiga, Milano, Tropea Editore, 1998; 21 Lettere, 2024.
5. 1996: A Little Yellow Dog, - Un piccolo cane giallo, trad. Anna Maria Cossiga, Milano, Tropea Editore, 1999.
6. 1997: Gone Fishin', - Il viaggio trad. Gioia Guerzoni, Milano, Tropea Editore, 2001.
7. 2002: Bad Boy Brawly Brown
8. 2003: Six Easy Pieces
9. 2004: Little Scarlet trad. Wu Ming 1, Milano, Einaudi editore, 2008.
10. 2005: Cinnamon Kiss, - Un bacio alla cannella trad. C. A. Rizzi, Milano, Einaudi editore, 2010.
11. 2007: Blonde Faith
12. 2013: Little Green
13. 2014: Rose Gold
14. 2016: Charcoal Joe, - Charcoal Joe, Milano, Bompiani editore, 2020.

### Gialli con Senzapaura Jones
1. 2001: Fearless Jones, - Senzapaura Jones, trad. G. Zurlino Milano, Tropea Editore, 2005.
2. 2003: Fear Itself
3. 2006: Fear of the Dark

### Fantascienza
1. 1998: Blue Light
2. 2001: Futureland: Nine Stories of an Imminent World, - Futureland, trad.  M. Nati, Fanucci  2006, 2017.
3. 2005: The Wave

### Saggi
- 2000: Workin' on the Chain Gang: Shaking off the Dead Hand of History
- 2003: What Next: An African American Initiative Toward World Peace
- 2006: Life Out of Context: Which Includes a Proposal for the Non-violent Takeover of the House of Representatives
- 2006: For Authors, Fragile Ideas Need Loving Every Day
- 2007: This Year You Write Your Novel

### Per adolescenti
- 2005: 47

### Romanzi erotici
- 2006: Killing Johnny Fry: A Sexistential Novel, - Volevo uccidere Johnny Fry, trad. C. Mennella, Milano, Einaudi editore, 2007.
- 2007: Diablerie

### Libri illustrati
- 2005: Maximum Fantastic Four

## Cinema e televisione
- 1995: Fallen Angels: Red Wind (TV)
- 1995: Il diavolo in blu
- 1998: Always Outnumbered - Giustizia senza legge (TV)

## Recensioni critiche
- Berger, Roger A., ‘‘The Black Dick’: Race, Sexuality, and Discourse in the L.A. Novels of Walter Mosley', in African American Review 31 (estate 1997): 281–94.
- Berrettini, Mark, ‘Private Knowledge, Public Space: Investigation and Navigation in Devil in a Blue Dress', in Cinema Journal 39 (Autunno 1999): 74–89.
- Fine, David, ed., Los Angeles in Fiction: A Collection of Essays from James M. Cain to Walter Mosley (Albuquerque: University of New Mexico, 1995).
- Frieburger, William, ‘James Ellroy, Walter Mosley, and the Politics of the Los Angeles Crime Novel’, in Clues: A Journal of Detection 17 (autunno-inverno 1996): 87–104.
- Gruesser, John C., "An Un-Easy Relationship: Walter Mosley's Signifyin(g) Detective and the Black Community," in Confluences: Postcolonialism, African American Literary Studies, and the Black Atlantic (Athens: University of Georgia Press, 2007), 58-72.
- Lennard, John, Walter Mosley, Devil in a Blue Dress (Tirril: Humanities-Ebooks, 2007 Genre Fiction Sightlines).
- Wesley, Marilyn C., ‘Power and Knowledge in Walter Mosley's Devil in a Blue Dress', in African American Review 35 (primavera 2001): 103–16.
- Wilson, Charles E., Jr., Walter Mosley: A Critical Companion (Westport, CT, & London: Greenwood Press, 2003 Critical Companions to Popular Contemporary Writers)